# Gennagyij Vlagyimirovics Morozov
Gennagyij Vlagyimirovics Morozov (oroszul: Геннадий Владимирович Морозов; Moszkva, 1962. december 30. –) orosz labdarúgóedző, korábban szovjet válogatott labdarúgó.

## Pályafutása

### Klubcsapatban
Pályafutását a Szpartak Moszkva csapatában kezdte 1980-ban. 1986-ban a Gyinamo Moszkvához igazolt. 1989-ben  visszatért a Szpartakhoz, mellyel bajnoki címet szerzett. 

### A válogatottban
1985 és 1986 között 10 alkalommal szerepelt a szovjet válogatottban. Részt vett az 1986-os világbajnokságon.

## Sikerei, díjai
Szpartak Moszkva
- Szovjet bajnok (1): 1989
- Szovjet kupadöntős (1): 1981

## Külső hivatkozások
- Gennagyij Vlagyimirovics Morozov – a FIFA adatbázisában
- Gennagyij Morozov adatlapja a National-Football-Teams.com oldalon (angolul)

- Gennagyij Morozov. eu-football.info